# Erateina satellites
Erateina satellites är en fjärilsart som beskrevs av W. Warren 1906. Erateina satellites ingår i släktet Erateina och familjen mätare. Inga underarter finns listade i Catalogue of Life.